# Новосвітівська сільська рада
Новосві́тівська сільська́ ра́да — колишня адміністративно-територіальна одиниця та орган місцевого самоврядування в Ширяївському районі Одеської області. Адміністративний центр — село Новосвітівка.

## Загальні відомості
Новосвітівська сільська рада утворена в 1965 році.
- Територія ради: 8,566 км²
- Населення ради: 1 143 особи (станом на 2001 рік)
- Територією ради протікає річка Середній Куяльник

## Населені пункти
Сільській раді підпорядковані населені пункти:
- с. Новосвітівка
- с. Розкішне

## Населення
Згідно з переписом УРСР 1989 року чисельність наявного населення сільської ради становила 1153 особи, з яких 514 чоловіків та 639 жінок.
За переписом населення України 2001 року в сільській раді мешкало 1070 осіб.

### Мова
Розподіл населення за рідною мовою за даними перепису 2001 року:
| Мова       | Відсоток |
| ---------- | -------- |
| українська | 95,36 %  |
| російська  | 2,97 %   |
| молдовська | 0,96 %   |
| вірменська | 0,44 %   |
| інші       | 0,27 %   |

## Склад ради
Рада складається з 12 депутатів та голови.
- Голова ради: Загорянська Наталія Миколаївна
- Секретар ради: Вацюк Віта Іванівна

### Керівний склад попередніх скликань
| Прізвище, ім'я, по батькові    | Основні відомості                                                         | Дата обрання | Дата звільнення |
| ------------------------------ | ------------------------------------------------------------------------- | ------------ | --------------- |
| Загорянська Наталія Миколаївна | Сільський голова, 1962 року народження, освіта вища                       | 26.03.2006   | 31.10.2010      |
| Загорянська Наталія Миколаївна | Сільський голова, 1962 року народження, освіта вища, член Народної партії | 31.10.2010   |                 |

Примітка: таблиця складена за даними сайту Верховної Ради України

### Депутати
За результатами місцевих виборів 2010 року депутатами ради стали:

#### За суб'єктами висування
| Суб'єкт висування                                       | Кількість обраних депутатів | %    |
| ------------------------------------------------------- | --------------------------- | ---- |
| Партія регіонів                                         | 8                           | 66,7 |
| Народна партія                                          | 2                           | 16,7 |
| Політична партія Всеукраїнське об'єднання «Батьківщина» | 1                           | 8,3  |
| Самовисування                                           | 1                           | 8,3  |

#### За округами
| № округу                                                | Прізвище, ім'я, по батькові      | Дата визнання обраним | Освіта  | Партійна приналежність | Відомості про обраного депутата                         |
| ------------------------------------------------------- | -------------------------------- | --------------------- | ------- | ---------------------- | ------------------------------------------------------- |
| Народна Партія                                          |                                  |                       |         |                        |                                                         |
| 9                                                       | Бушняга Олександр Володимирович  | 01.11.2010            | вища    | член Народної партії   | тимчасово не працює                                     |
| 11                                                      | Фурдей Анатолій Григорович       | 01.11.2010            | середня | член Народної партії   | Новосвітівська загальноосвітня школа І-ІІ ст.           |
| Партія регіонів                                         |                                  |                       |         |                        |                                                         |
| 1                                                       | Оганесян Ніно Лаврентіївна       | 01.11.2010            | середня | позапартійна           | Новосвітівське поштове відділення, завідувачка          |
| 2                                                       | Рожков Павло Ігорович            | 01.11.2010            | середня | позапартійний          | тимчасово не працює                                     |
| 5                                                       | Онуфрієнко Ігор Петрович         | 01.11.2010            | середня | позапартійний          | тимчасово не працює                                     |
| 6                                                       | Сторонська Анжела Олександрівна  | 01.11.2010            | вища    | позапартійна           | пенсіонер                                               |
| 7                                                       | Вацюк Микола Валентинович        | 01.11.2010            | вища    | позапартійний          | пенсіонер                                               |
| 8                                                       | Вацюк Віта Іванівна              | 01.11.2010            | середня | позапартійна           | Новосвітівська сільська рада, секретар                  |
| 10                                                      | Чумак Олена Іванівна             | 01.11.2010            | середня | член Партії регіонів   | пенсіонер, соціальний працівник                         |
| 12                                                      | Іванченуо Наталія Анатоліївна    | 01.11.2010            | середня | позапартійна           | Новосвітівська загальноосвітня школа І-ІІ ст., директор |
| Політична партія Всеукраїнське об'єднання «Батьківщина» |                                  |                       |         |                        |                                                         |
| 4                                                       | Савчук Андрій Анатолійович       | 01.11.2010            | середня | позапартійний          | тимчасово не працює                                     |
| Самовисування                                           |                                  |                       |         |                        |                                                         |
| 3                                                       | Мельниченко Валентина Григорівна | 01.11.2010            | середня | позапартійна           | тимчасово не працює                                     |